# Границі (Любуське воєводство)
Границі (пол. Granice, нім. Schmachtenhagen) — село в Польщі, у гміні Машево Кросненського повіту Любуського воєводства.
Населення — 85 осіб (2011).
У 1975—1998 роках село належало до Зеленогурського воєводства.

## Демографія
Демографічна структура станом на 31 березня 2011 року:
|          | Загалом | Допрацездатний вік | Працездатний вік | Постпрацездатний вік |
| -------- | ------- | ------------------ | ---------------- | -------------------- |
| Чоловіки | 46      | 10                 | 35               | 1                    |
| Жінки    | 39      | 8                  | 24               | 7                    |
| Разом    | 85      | 18                 | 59               | 8                    |